# La Sauce carlésienne
Maillots
La Sauce carlésienne est un club français de futsal basé à Charly-sur-Marne dans l'Aisne. 

## Histoire
La Sauce carlésienne est une association créée en décembre 1999 pour et avec les jeunes de Charly-sur-Marne. La section futsal s’affilie à la Fédération française de football en 2004-2005 et auprès de la seconde fédération dissidente, l'UNCFs, en 2007-2008.
En 2008, La Sauce carlésienne remporte la phase régionale de Paris-Île-de-France, jouée à domicile, du Défi national des clubs de l'UNCFs. Le club se qualifie pour la finale nationale à Angers les 14 et 15 juin 2008.
En 2009, l'équipe évolue au sein des deux fédérations. Au sein de la FFF, elle est championne du District de l’Aisne, vice-championne de Picardie, vainqueure de la Coupe de Picardie et atteint les 32es de finale de la Coupe Nationale FFF, soit  l’un des seize plateaux nationaux des phases qualificatives interrégionales. Auprès de l'UNCFs, le club est finaliste du Challenge Île-de-France UNCFs, vainqueur du Défi Île-de-France, se qualifie pour le Défi national 2009 et se qualifie comme club élite Île-de-France 2010. Vice-champion en 2008, l'équipe atteint la cinquième de la Coupe d’Europe UEFS,.
Le club est promu en Championnat de France de futsal FFF 2010-2011.

## Palmarès

### Bilan par saison
| Saison    | FFF                             | FFF                                     | UNCFs                | UNCFs              | UNCFs          |
| Saison    | Division - résultat             | Coupe de France                         | Défi national        | Challenge national | Coupe d'Europe |
| --------- | ------------------------------- | --------------------------------------- | -------------------- | ------------------ | -------------- |
| 2004-2005 |                                 |                                         | non-affilié          | non-affilié        | non-affilié    |
| 2005-2006 |                                 |                                         | non-affilié          | non-affilié        | non-affilié    |
| 2006-2007 |                                 |                                         | non-affilié          | non-affilié        | non-affilié    |
| 2007-2008 |                                 |                                         |                      |                    |                |
| 2008-2009 |                                 | Coupe de France - phase inter-régionale | Défi national - 8e/8 |                    | 5e             |
| 2009-2010 | régional                        |                                         |                      |                    |                |
| 2010-2011 | Championnat de France - forfait |                                         |                      |                    |                |
| 2011-2012 |                                 |                                         |                      |                    |                |

## Structure, salle et image
La Sauce carlésienne est déclarée comme société sous la forme juridique d'une association déclarée le 15 décembre 2000 et dont le siège social est situé rue Paul Hivet à Charly-sur-Marne.
Pour la saison 2009-2010, l'équipe évolue dans le gymnase de Charly-sur-Marne. Monté en Championnat de France FFF 2010-2011, le club demande alors à utiliser le gymnase communautaire de la Communauté de communes du Pays de l'Ourcq.
Lors de cette saison 2010-2011, l'équipé évolue en tenue blanche Lotto avec des rayures verticales bleues sur le maillot.

## Personnalités
Aziz Anebri est président du club et Xavier Farcette l'entraîneur[Quand ?].
En 2008-2009, le club représente plus de la moitié de l'équipe de l'Aisne.

## Autres sections
En 2010, l'association comprend aussi des sections basket-ball, modelage et cours linguistique.